# 阿尔泰羊茅
阿尔泰羊茅（学名：Festuca altaica），为禾本科羊茅属下的一个植物种。